# Adeline Gray

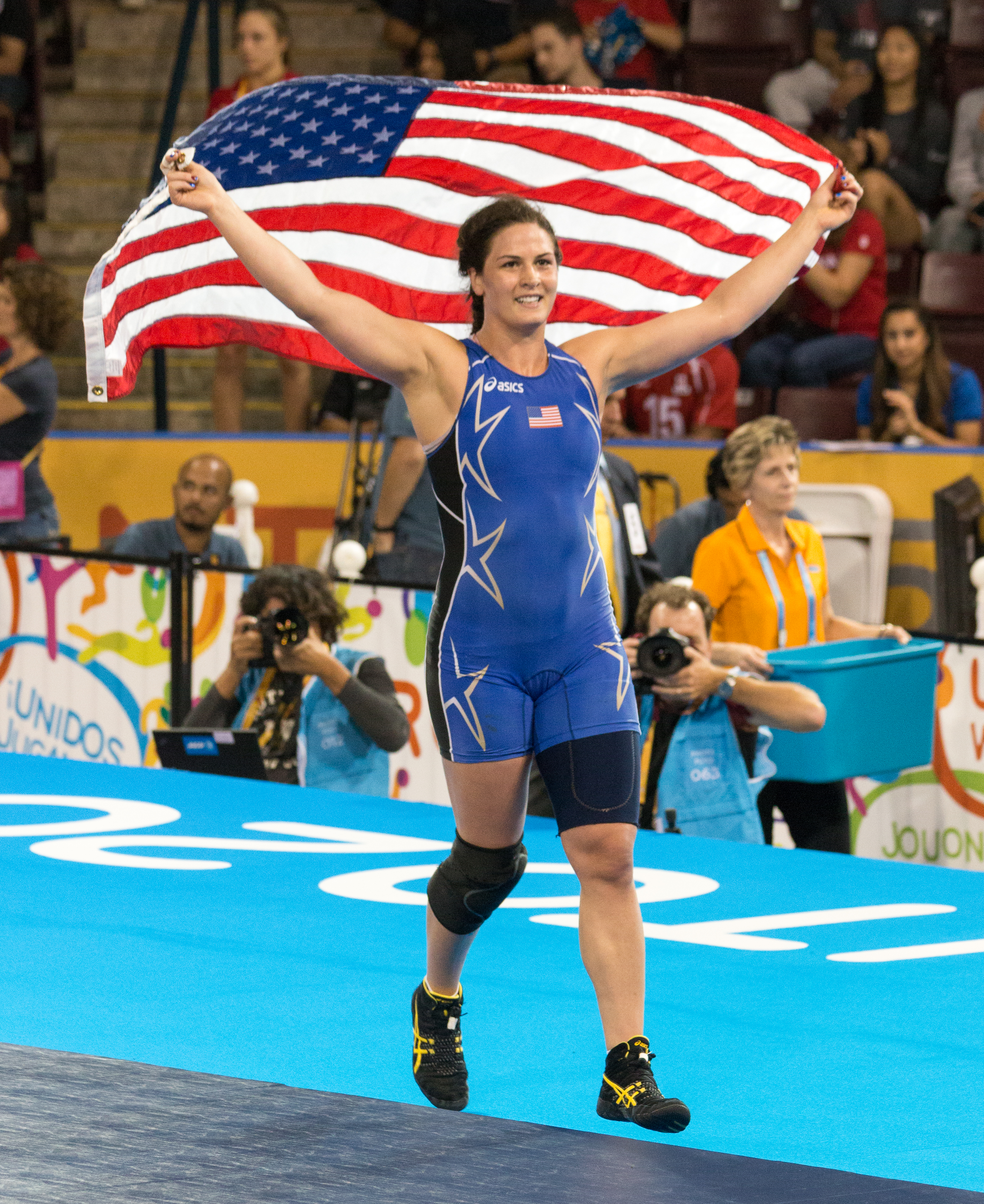
Adeline Gray 2015 bei den Panamerikanischen Spielen

Adeline Maria Gray (* 15. Januar 1991 in Denver) ist eine US-amerikanische Ringerin. Sie wurde Junioren-Weltmeisterin und Junioren-Vize-Weltmeisterin und gewann bei der Weltmeisterschaft 2011 in Istanbul eine Bronzemedaille in der Gewichtsklasse bis 67 kg. Im Jahre 2012 wurde sie Weltmeisterin in der nichtolympischen Gewichtsklasse bis 67 kg und 2014 und 2015 auch Weltmeisterin in der Gewichtsklasse bis 75 kg und 2018 in Budapest und 2019 in Nur-Sultan in der Gewichtsklasse bis 76 kg Körpergewicht.

## Werdegang
Adeline Gray stammt aus Colorado. Sie besuchte dort mehrere High Schools und machte ihren Abschluss an der Bear Creek High School in Lakewood. Jetzt ist sie Studentin an der University of Colorado in Colorado Springs. Sie gehört dem New-York-Athletik-Club an, trainiert aber im Trainingszentrum des US-Ringerverbandes in Colorado Springs. Ihre Trainer sind bzw. waren ihr Vater George Gray und Wladislaus Isboinikow. Sie ist 1,73 Meter groß und startet in der Gewichtsklasse bis 67 kg Körpergewicht.
Ihre ersten Erfolge als Ringerin erzielte sie im Jahre 2007, als sie US-amerikanische Junioren-Meisterin (Cadets) wurde. Diesen Erfolg wiederholte sie 2008 und wurde zudem noch US-amerikanische Junioren-Meisterin. Sie nahm in diesem Jahr auch schon bei der US-amerikanischen Weltmeisterschaftsausscheidung der Damen teil und belegte dort hinter Elena Piroschkowa einen hervorragenden 2. Platz. Vorher war sie im Juli 2008 in Istanbul als 17-jährige Junioren-Weltmeisterin (Altersgruppe bis zum 20. Lebensjahr) geworden. Mit Chiaki Iijima, Japan, Olga Kalinina, Kasachstan und Otschirbatyn Nasanburmaa aus der Mongolei musste sie dabei drei sehr schwere Gegnerinnen besiegen.
2009 wurde Adeline Gray wiederum US-amerikanische Junioren-Meisterin und wurde erstmals auch US-amerikanische Meisterin bei den Damen. Sie siegte dann auch beim Weltmeisterschafts-Ausscheidungsturnier in der Gewichtsklasse bis 67 kg vor Christen Paysse und Lauren Knight. Bei der Junioren-Weltmeisterschaft 2009 in Ankara konnte sie ihren Titel nicht verteidigen, weil sie dort gleich ihren ersten Kampf gegen die Schwedin Sandra Makela verlor. Sie schied damit aus und kam nur auf den 9. Platz. Besser schnitt sie dann bei der Weltmeisterschaft der Damen in Herning/Dänemark ab. Sie siegte dort über Maria Müller, Deutschland, verlor dann gegen Julija Barnowskaja aus Russland, siegte über Ma Yan aus der Volksrepublik China und verlor den Kampf um eine WM-Bronzemedaille gegen Ifeoma Iheanacho aus Nigeria. Sie belegte damit bei ihrem WM-Debüt als 18-Jährige einen guten 5. Platz.
Im Jahre 2010 verletzte sich Adeline Gray früh im Jahr und konnte deshalb in diesem Jahr weder bei den internationalen, noch bei den nationalen Meisterschaften teilnehmen.
Im Jahre 2011 wurde sie wieder US-amerikanische Junioren-Meisterin. In diesem Jahr veranstaltete der US-amerikanische Ringerverband zwei WM-Ausscheidungsturniere (Trials). Zunächst eines für die olympischen Gewichtsklassen. Adeline Gray nahm daran teil, musste dazu aber in die Gewichtsklasse bis 63 kg abtrainieren. Sie überzeugte dabei und besiegte im Endkampf die frühere Weltmeisterin Kristie Marano (verheiratete Davis). Anschließend startete sie auch bei den WM-Trials in der Gewichtsklasse bis 67 kg und siegte dort im Finale über Stephany Lee, die frühere Weltmeisterin in der Gewichtsklasse bis 72 kg.
2011 startete sie auch wieder bei der Junioren-Weltmeisterschaft, die in Bukarest stattfand. Sie besiegte dort u. a. Maria Selmaier aus Deutschland, Ewelina Nikolowa aus Bulgarien und Alenia Stadnik Machinja aus der Ukraine, ehe sie im Finale gegen Sara Dosho aus Japan verlor. Bei der Weltmeisterschaft der Damen in Istanbul verlor sie in ihrem ersten Kampf gegen die spätere Weltmeisterin, die bis dahin vollkommen unbekannte Shelok Dolma aus der Volksrepublik China. Mit Siegen über die dreifache Weltmeisterin Martine Dugrenier aus Kanada und Burcu Orskaya aus der Türkei erkämpfte sie sich aber noch eine WM-Bronzemedaille.
2012 versuchte Adeline Gray sich bei der US-amerikanischen Olympiaausscheidung (Trials) sich für die Teilnahme an den Olympischen Spielen in London zu qualifizieren. Sie trainierte dazu in die Gewichtsklasse bis 63 kg ab, scheiterte aber an Elena Piroschkowa und war deshalb in London nicht am Start. Sie wurde aber bei der Weltmeisterschaft der Frauen, die nach den Olympischen Spielen in Strathcona County/Kanada stattfanden, eingesetzt und dort mit Siegen über D. Manolowa, Bulgarien, Yoshike Inoue, Japan, Kaur Navjot, Indien und Dorothy Yeats, Kanada, Weltmeisterin.
2013 war sie bei der Weltmeisterschaft in Budapest in der Gewichtsklasse bis 72 kg am Start. Sie siegte dort über Andrea Carolina Olaya Gutierrez, Kolumbien, verlor dann gegen Zhang Fengliu, China, erkämpfte sich aber in der Trostrunde mit Siegen über Güzal Manurowa, Kasachstan und Yasemin Adar, Türkei, noch eine Bronzemedaille.
Im März 2014 startete Adeline Gray beim Mannschafts-Weltcup in Tokio in der neuen Gewichtsklasse bis 75 kg. Sie war in Tokio in phantastischer Form und besiegte nacheinander Otschirbatyn Burmaa, Mongolei, die vielfache Ex-Weltmeisterin Kyoko Hamaguchi, Japan, Zsanett Nemeth, Ungarn und die amtierende Weltmeisterin Zhang Fengliu, die sie mit 10:1 Punkten geradezu deklassierte. Bei der Weltmeisterschaft 2014 in Taschkent konnte sie an diese hervorragende Leistung anknüpfen und wurde mit Siegen über Zhou Qian, China, Yasemin Adar, Türkei, Hiroe Suzuki, Japan, Epp Mäe, Estland und Aline da Silva Ferreira, Brasilien, zum zweiten Mal in ihrer Karriere Weltmeisterin. Das Besondere daran war, dass sich zum ersten Mal in der Geschichte des Frauenringens zwei Ringerinnen aus dem amerikanischen Kontinent in einem Weltmeisterschafts-Finale gegenüberstanden.
Auch 2015 war Adeline Gray bei den großen internationalen Meisterschaften erfolgreich. So siegte sie bei den Panamerikanischen Spielen in Toronto in der Gewichtsklasse bis 75 kg vor Justina di Stasio, Kanada, Lisset Hechevarria Medina aus Kuba und Aline da Silva Ferreira. Bei der Weltmeisterschaft in Las Vegas gewann sie wenig später in der gleichen Gewichtsklasse mit Siegen über Naranchimeg Gelegjamts, Mongolei, Wassilissa Marsaljuk, Belarus, Daria Osocka, Polen, Aline da Silva Ferreira und Zhou Qian erneut den Titel.
Im April 2016 siegte Adeline Gray bei der US-amerikanischen Olympiaausscheidung (Trials) vor Victoria Francis. Bei den Olympischen Spielen in Rio de Janeiro erlebte sie aber eine bittere Enttäuschung. Als Favoritin angereist, siegte sie in ihrem ersten Kampf über Andrea Carolina Olaya Gutierrez aus Kolumbien, verlor aber im Viertelfinale gegen Wassilissa Marsaljuk. Da diese in der nächsten Runde ausschied, schied auch Adeline Gray aus und belegte nur den für sie enttäuschenden 7. Platz.
2017 trat sie kaum in Erscheinung und startete auch nicht bei der US-amerikanischen Weltmeisterschafts-Ausscheidung. Im Dezember 2017 stand sie aber beim Team-Welt-Cup in Tscheboksary wieder in der US-amerikanischen Mannschaft. Sie startete dort dreimal und besiegte dabei Masako Furuichi aus Japan, Alena Perepelkina aus Russland und Otschirgan Urtnasan aus der Mongolei.
In das Jahr 2018 startete Adeline Gray mit einem Sieg beim Klippan-Lady-Open in Klippan (Schweden). In der neuen Gewichtsklasse bis 76 kg besiegte sie dabei im Finale die amtierende Weltmeisterin von 2017 Yasemin Adar aus der Türkei. Auch bei der Panamerikanischen Meisterschaft 2018 in Lima siegte sie in ihrer Gewichtsklasse unangefochten. Im Finale schlug sie Andrea Carolina Olaya Guiterrez aus Kolumbien vorzeitig. Bei der Weltmeisterschaft dieses Jahres in Budapest war sie in der neuen Gewichtsklasse bis 76 kg wieder am Start. Sie besiegte in Budapest Epp Mäe aus Estland, Elmira Sisdikowa aus Kasachstan, die Olympiasiegerin von 2016 Erica Wiebe und im Finale die Weltmeisterin des Vorjahres in der Gewichtsklasse bis 75 kg Yasemin Adar aus der Türkei. Besonders der Sieg über Yasemin Adar war imponierend, denn Adeline Gray erwischte Yasemin Adar mit einer Beinklammer, drehte sie fünfmal durch und kam so zu einem vorzeitigen Sieg bei einem Punktestand von 13:1.
Im April 2019 wurde Adeline Gray in Buenos Aires Panamerikanische Meisterin in der Gewichtsklasse bis 76 kg. Im Viertelfinale schlug sie dabei die Olympiasiegerin von 2016 Erica Wiebe. Im gleichen Jahr wurde sie in Nur-Sultan auch wieder Weltmeisterin in der Gewichtsklasse bis 76 kg. Im Halbfinale bezwang sie dabei Aline Focken und im Finale die Japanerin Hiroe Minagawa Suzuki.

## Internationale Erfolge
| Jahr | Platz | Wettbewerb                                                | Gewichtsklasse | Ergebnisse |
| 2008 | 1.    | Junioren-WM in Istanbul                                   | bis 67 kg      | nach Siegen über Chiaki Iijima, Japan, Olga Kalinina, Kasachstan und Otschirbatyn Nasanburmaa, Mongolei                                                                                  |
| 2009 | 1.    | „Dave-Schultz“-Memorial Intern. in Colorado Springs       | bis 67 kg      | vor Megan Buydens, Kanada |
| 2009 | 4.    | Welt-Cup in Taiyuan/China                                 | bis 67 kg      | hinter Qin Xiaoqing, Volksrepublik China, Otschirbatyn Nasanburmaa und Olga Chilko, Belarus                                                                                              |
| 2009 | 9.    | Junioren-WM in Ankara                                     | bis 67 kg      | nach einer Niederlage gegen Sandra Makela, Schweden |
| 2009 | 5.    | WM in Herning/Dänemark                                    | bis 67 kg      | nach einem Sieg über Maria Müller, Deutschland, einer Niederlage gegen Julija Bartnowskaja, Russland, einem Sieg über Ma Yan, China und einer Niederlage gegen Ifeoma Iheanacho, Nigeria |
| 2010 | 1.    | „Dave-Schultz“-Memorial Intern. in Colorado Springs       | bis 67 kg      | vor Jiao Yuanyuan, China, Megan Buydens und Maja Gunvor Erlandsen, Norwegen |
| 2010 | 1.    | Golden-Grand-Prix in Klippan                              | bis 67 kg      | vor Ase Karlsson und Sandra Bertilsson, beide Schweden |
| 2010 | 7.    | Welt-Cup in Nanjing/China                                 | bis 67 kg      | Siegerin: Alla Tscherkassowa, Ukraine vor Badrachyn Odontschimeg, Mongolei |
| 2011 | 1.    | Dan Kolow & Iwan Petrow-Memorial in Burgas                | bis 67 kg      | vor Ralitza Iwanowa, Bulgarien und Burcu Orskaya, Türkei |
| 2011 | 5.    | Alexander-Medwed-Preis in Minsk                           | bis 67 kg      | hinter Alina Stadnyk-Machynja, Ukraine, Anastasija Schawlinskaja, Russland, Galina Lewtschenko, Belarus und Oksana Nagornich, Russland                                                   |
| 2011 | 1.    | Mongolian-Open in Ulaanbaatar                             | bis 67 kg      | vor Bandsragtschiin Ojuunsüren, Mongolei und Sanjiev Darima, Russland |
| 2011 | 2.    | Junioren-WM in Bukarest                                   | bis 67 kg      | nach Siegen über Maria Selmaier, Deutschland, Ewelina Nikolowa, Bulgarien, Kristina Ness, Norwegen und Alina Stadnyk-Machynja und einer Niederlage gegen Sara Dosho, Japan               |
| 2011 | 3.    | WM in Istanbul                                            | bis 67 kg      | nach einer Niederlage gegen Shelok Dolma, China und Siegen über Martine Dugrenier, Kanada und Burcu Orskaya                                                                              |
| 2011 | 1.    | New-York-Athletic-Club-Intern.                            | bis 67 kg      | vor Julia Salata und Sydney Nelson, beide USA |
| 2012 | 1.    | Golden-Grand-Prix in Klippan                              | bis 67 kg      | vor Elif Jale Yeşilırmak, Türkei und Marianna Sastin, Ungarn |
| 2012 | 2.    | Welt-Cup in Tokio                                         | bis 72 kg      | hinter Kateryna Burmistrowa, Ukraine, gemeinsam mit Leah Callahan, Kanada, vor Jekaterina Bukina, Russland                                                                               |
| 2012 | 2.    | Canada-Cup in Guelph                                      | bis 72 kg      | hinter Erica Wiebe und vor Justina di Stasio, beide Kanada |
| 2012 | 1.    | WM in Strathcona County (Kanada)                          | bis 67 kg      | nach Siegen über D. Manolowa, Bulgarien, Yoshiko Inoue, Japan, Kaur Navjot, Indien und Dorothy Yeats, Kanada                                                                             |
| 2012 | 1.    | Universitäten-WM in Kuortane/Finnland                     | bis 72 kg      | vor Erica Wiebe, Kanada, Maria Pantschocha, Ukraine und Xi Yinan, China |
| 2012 | 2.    | New-York-Athletic-Club-International                      | bis 72 kg      | hinter Hiroe Suzuki, Japan, vor Molly Bouchard, Kanada |
| 2012 | 1.    | „Henri-Deglane“-Challenge in Nizza                        | bis 72 kg      | vor Dalma Caneva, Italien, Nur Nam-soo, Südkorea und Swetlana Sajenko, Moldawien |
| 2013 | 2.    | „Dave-Schultz“-Memorial in Colorado Springs               | bis 72 kg      | hinter Zhang Fengliu, China, vor Yan Hong, China und Leah Callahan, Kanada |
| 2013 | 3.    | Grand-Prix von Spanien in Madrid                          | bis 72 kg      | hinter Natalja Worobjewa, Russland und Wassilissa Marsaljuk, Belarus |
| 2013 | 3.    | WM in Budapest                                            | bis 72 kg      | nach einem Sieg über Andrea Carolina Olaya Gutierrez, Kolumbien, einer Niederlage gegen Zhang Fengliu und Siegen über Guzal Manjurowa, Kasachstan und Yasemin Adar, Türkei               |
| 2013 | 2.    | New-York-Athletic-Club International                      | bis 72 kg      | hinter Hiroe Suzuki, Japan, vor Erica Wiebe, Kanada |
| 2014 | 3.    | Klippan-Ladies-Open                                       | bis 75 kg      | hinter Erica Wiebe und Jekaterina Bukina, Russland, gemeinsam mit Francy Rädelt, Deutschland                                                                                             |
| 2014 | 1.    | WM in Taschkent                                           | bis 75 kg      | nach Siegen über Zhou Qian, China, Yasemin Adar, Türkei, Hiroe Suzuki, Japan, Epp Mäe, Estland und Adeline da Silva Ferreira, Brasilien                                                  |
| 2015 | 1.    | Panamerikanische Spiele in Toronto                        | bis 75 kg      | vor Justina di Stasio, Kanada, Lisset Hechevarria Medina, Kuba und Aline da Silva Ferreira                                                                                               |
| 2015 | 1.    | WM in Las Vegas                                           | bis 75 kg      | nach Siegen über Naranchimeg Gelegjamts, Mongolei, Wassilissa Marsaljuk, Belarus, Daria Osocka, Polen, Aline da Silva Ferreira und Zhou Qian                                             |
| 2016 | 1.    | UWW-Test-Turnier in Rio de Janeiro                        | bis 75 kg      | vor Erica Wiebe, Kanada, Aline da Silva Ferreira, Brasilien und Zhang Fengliu, China |
| 2016 | 7.    | OS in Rio de Janeiro                                      | bis 75 kg      | nach einem Sieg über Andrea Carolina Olaya Gutierrez, Kolumbien und einer Niederlage gegen Wassilissa Marsaljuk                                                                          |
| 2016 | 1.    | „Bill-Farrell“-Memorial-International in New York         | bis 75 kg      | vor Signe Marie Store Norwegen und M. Suarez, USA |
| 2017 | 1.    | „Dave-Schultz“-Memorial-International in Colorado Springs | bis 76 kg      | vor Tamira Mensah-Stock, Victoria Francis und Rachel Ann Watters, alle USA |
| 2018 | 1.    | Flatz-Open in Wolfurt (Österreich)                        | bis 76 kg      | vor Bernadett Nagy, Ungarn, Georgina Nelthorpe, England und Nikoletta Szmolka, Ungarn |
| 2018 | 1.    | Klippen-Lady-Open                                         | bis 76 kg      | vor Yasemin Adar, Epp Mäe, Estland und Erica Wiebe |
| 2018 | 1.    | Panamerikanische Meisterschaften in Lima                  | bis 76 kg      | nach Siegen über Mabelkis Capote Perez, Kuba, Aline da Silva Ferreira, Brasilien und Andrea Carolina Olaya Guiterrez, Kolumbien                                                          |
| 2018 | 2.    | Großer Preis von Spanien in Madrid                        | bis 76 kg      | hinter Erica Wiebe, Kanada, vor Justina di Stasio, Kanada und Elmira Sisdikowa, Kasachstan                                                                                               |
| 2018 | 1.    | WM in Budapest                                            | bis 76 kg      | nach Siegen über Epp Mäe, Estland, Elmira Sisdikowa, Erica Wiebe und Yasemin Adar |
| 2019 | 1.    | Panamerikanische Meisterschaft                            | bis 75 kg      | nach Siegen über Andrea Carolina Olaya Gutierrez, Kolumbien, Erica Wiebe, Mabelkis Capote Perez, Kuba und Genesis Rosangela Reasco Valdez, Ekuador                                       |
| 2019 | 1.    | WM in Nur-Sultan                                          | bis 76 kg      | nach Siegen über Eleni Pjolley, Italien, Elmira Sisdikowa, Chang Hui Tsu, Taiwan, Aline Focken und Hiroe Minagawa Suzuki, Japan                                                          |

## Nationale Erfolge
(nur Seniorenbereich)
| Jahr | Platz | Wettbewerb        | Gewichtsklasse | Ergebnisse                                                                |
| 2008 | 2.    | WM-Trials         | bis 67 kg      | hinter Elena Piroschkowa, vor Stephanie Shaw                              |
| 2009 | 1.    | USA-Meisterschaft | bis 67 kg      | vor Sheila McCab und Amber Miracle                                        |
| 2009 | 1.    | WM-Trials         | bis 67 kg      | vor Christen Paysse und Lauren Knight                                     |
| 2011 | 1.    | WM-Trials         | bis 63 kg      | vor Kristie Marano (Davis) und Othella Lucas                              |
| 2011 | 1.    | WM-Trials         | bis 67 kg      | vor Stephany Lee und Allison Rage                                         |
| 2012 | 2.    | Olympia-Trials    | bis 63 kg      | hinter Elena Piroschkowa, vor Jennifer Page, Erin Clodgo und Leigh Jaynes |
| 2012 | 1.    | WM-Trials         | bis 67 kg      | vor Trinity Plessinger und Jennifer Page                                  |
| 2013 | 1.    | WM-Trials         | bis 72 kg      | vor Brittany Roberts                                                      |
| 2016 | 1.    | Olympia-Trials    | bis 75 kg      | vor Victoria Francis                                                      |
| 2018 | 1.    | USA-Meisterschaft | bis 76 kg      | vor Leilani Camrgo-Noane, Mariah Harris und Korinahe Bullock              |
| 2018 | 1.    | WM-Trials         | bis 76 kg      | vor Korinahe Bullock und Mariah Harris                                    |

Erläuterungen
- alle Wettkämpfe im freien Stil
- OS = Olympische 'Spiele, WM = Weltmeisterschaft
- Trials = Ausscheidungswettkampf